# Orden jónico

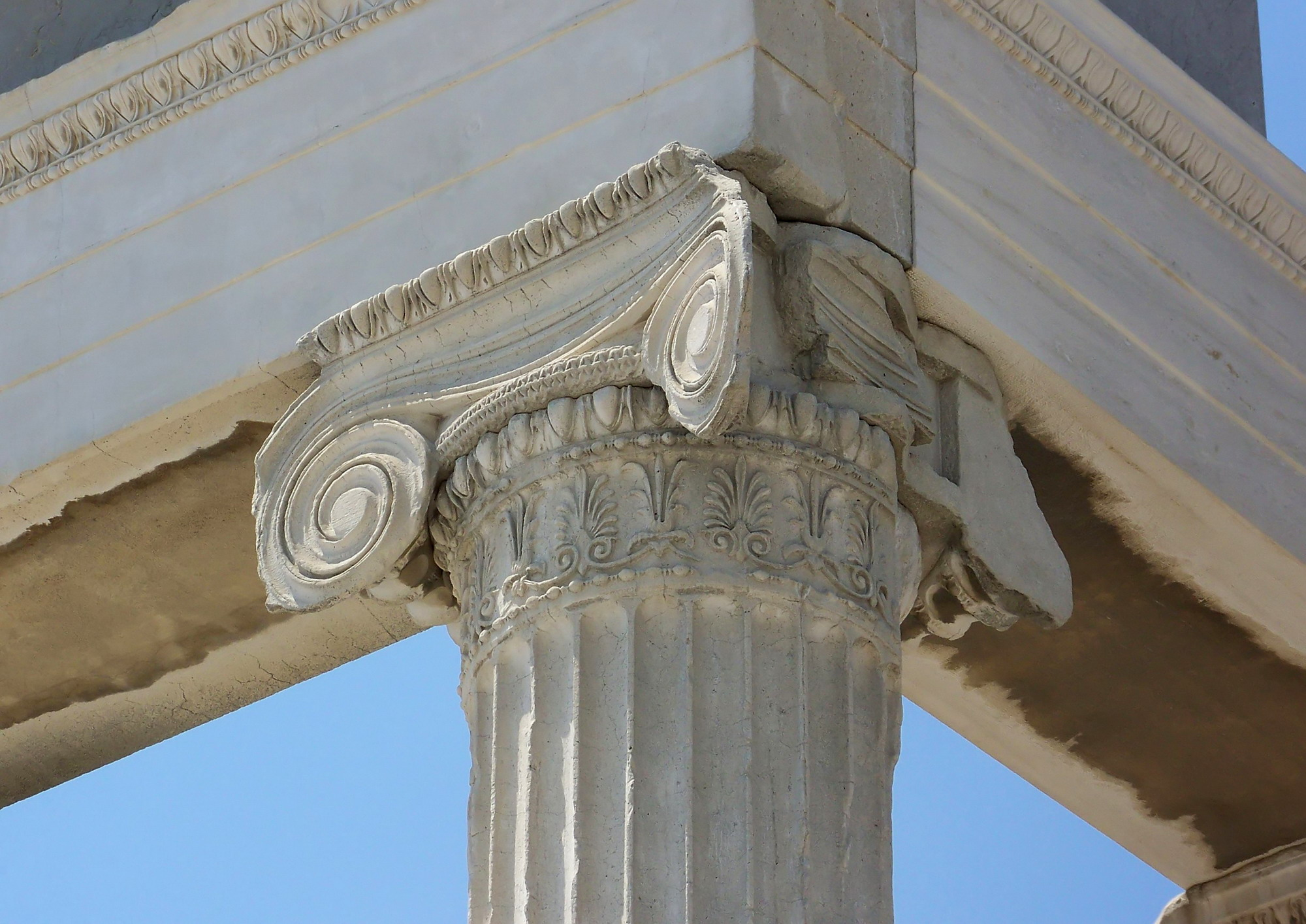
Capitel jónico angular del Erecteion.

El orden jónico (Ιωνικός ρυθμός en lengua griega; Ordo Ionicus en lengua latina) es el segundo, en sentido cronológico, de los órdenes arquitectónicos clásicos que tuvo su origen hacia el siglo VI a. C. en la costa oeste de Asia Menor y en las islas Cícladas, archipiélago situado al sureste de Grecia en el mar Egeo. 
Más esbelto y airoso que el orden dórico, ha dejado abundantes muestras de su estilo, de las que, como ejemplo más canónico, cabe destacar el Templo de Atenea Niké en la Acrópolis de Atenas. Sin embargo, habiendo sido imitado a lo largo de la historia, la versión más admirada y copiada, desde el siglo XVII en adelante, fue la del romano templo de Portunus. 
Se caracteriza por las siguientes peculiaridades:
- La columna va dotada de basa. Se trata de una pieza de apoyo compuesta por tres molduras: dos boceles circulares o medios toros y una escocia intercalada entre ambos. En ocasiones, esta basa se apoya a su vez sobre un plinto, pieza prismática de planta cuadrada de poco espesor.
- El fuste es de sección circular, y suele presentar un ligero éntasis o gálibo. Posee 24 acanaladuras o estrías separadas entre sí por finos filetes longitudinales. El tamaño total de la columna suele ser de dieciocho módulos y el del propio fuste de dieciséis. Frecuentemente, el fuste acaba en un collarino, y a la separación entre ellos se le llama astrágalo.

- El capitel es el elemento más representativo de aquella época , de este orden y se reconoce por las dos volutas o espirales con que se adorna. Forman parte del equino que se completa con otros ornamentos en forma de ovas y dardos. El capitel se remata con un estrecho ábaco rectangular.
- El entablamento mide generalmente un quinto del orden total. Está formado por:
  - El arquitrabe, que se muestra usualmente descompuesto en tres bandas horizontales superpuestas y escalonadas.
  - El friso es una banda continua adornada con una sucesión de metopas solamente. Carga directamente sobre el arquitrabe.
  - La cornisa coronada por el alero forma un saledizo que generalmente cuenta con una moldura de tipo cimacio.

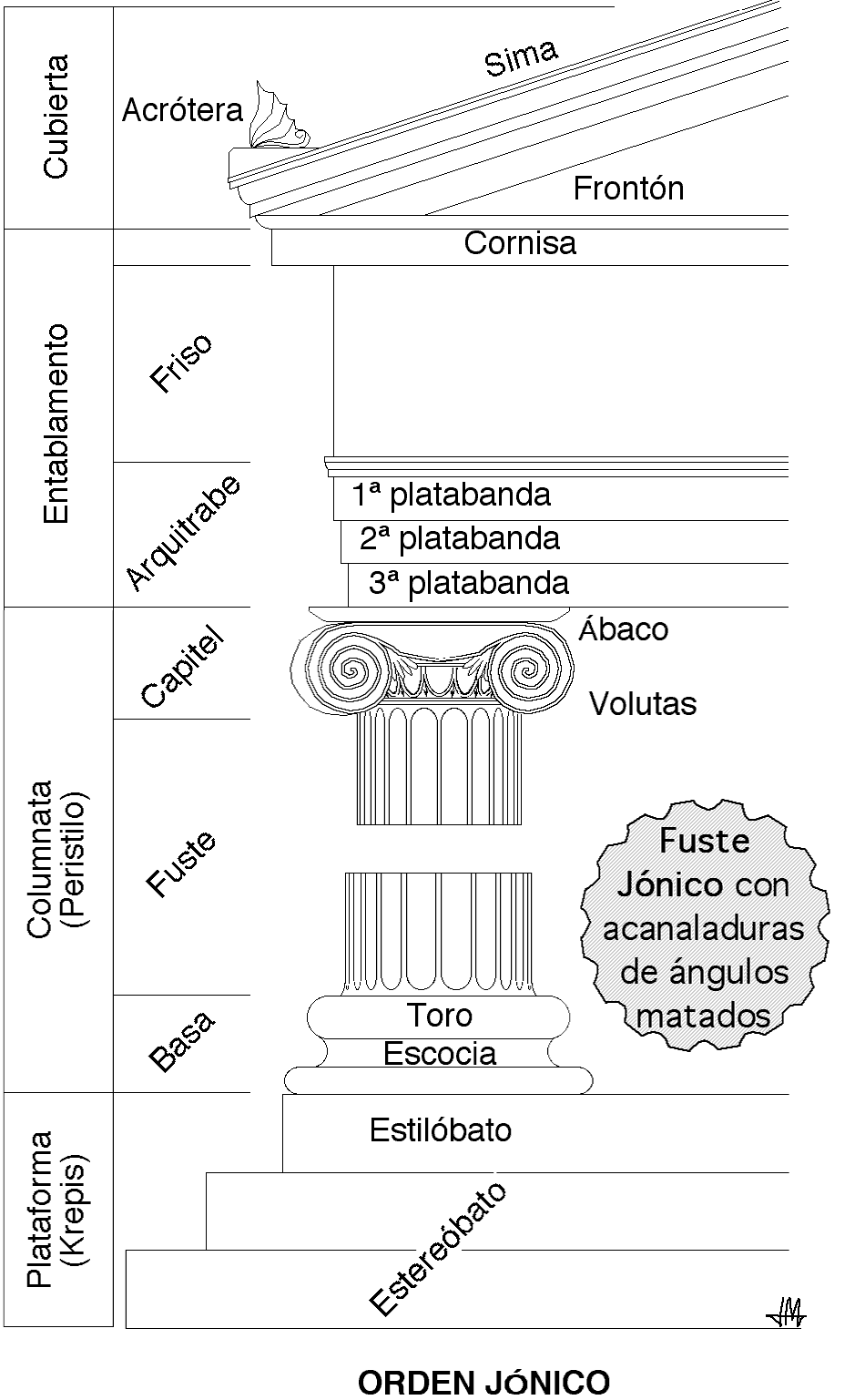

- Los órdenes arquitectónicos: dórico, jónico, corintio, toscano, compuesto

| Orden completo 22 + ½ m | Entablamento 4 + ½ m | Cornisa    | 1 + ¾ m |
| Orden completo 22 + ½ m | Entablamento 4 + ½ m | Friso      | 1 + ½ m |
| Orden completo 22 + ½ m | Entablamento 4 + ½ m | Arquitrabe | 1 + ¼ m |
| Orden completo 22 + ½ m | Columna 18 m         | Capitel    | 1 m     |
| Orden completo 22 + ½ m | Columna 18 m         | Fuste      | 16 m    |
| Orden completo 22 + ½ m | Columna 18 m         | Basa       | 1 m     |